# 富良野川

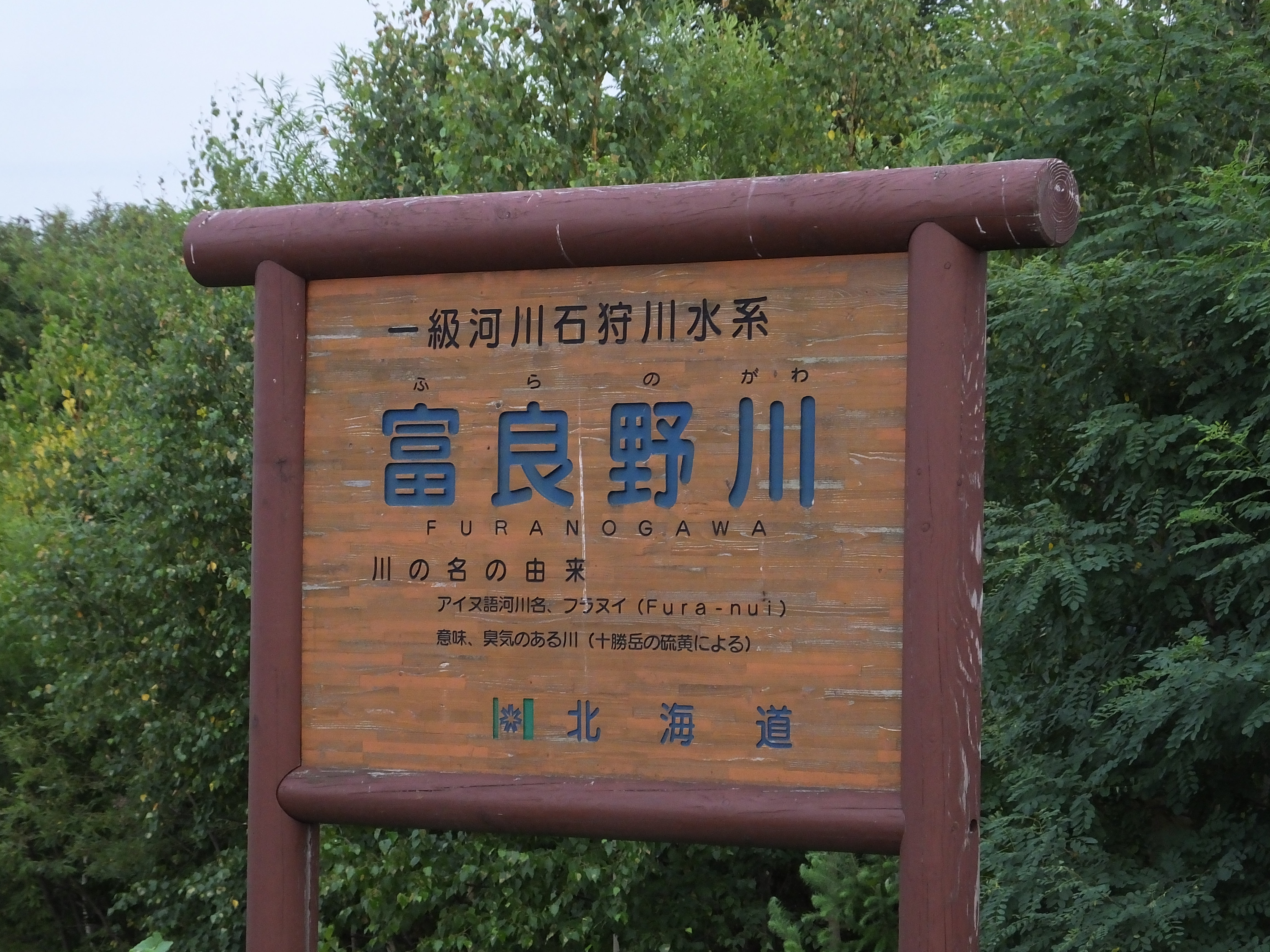
花園橋にある河川名標

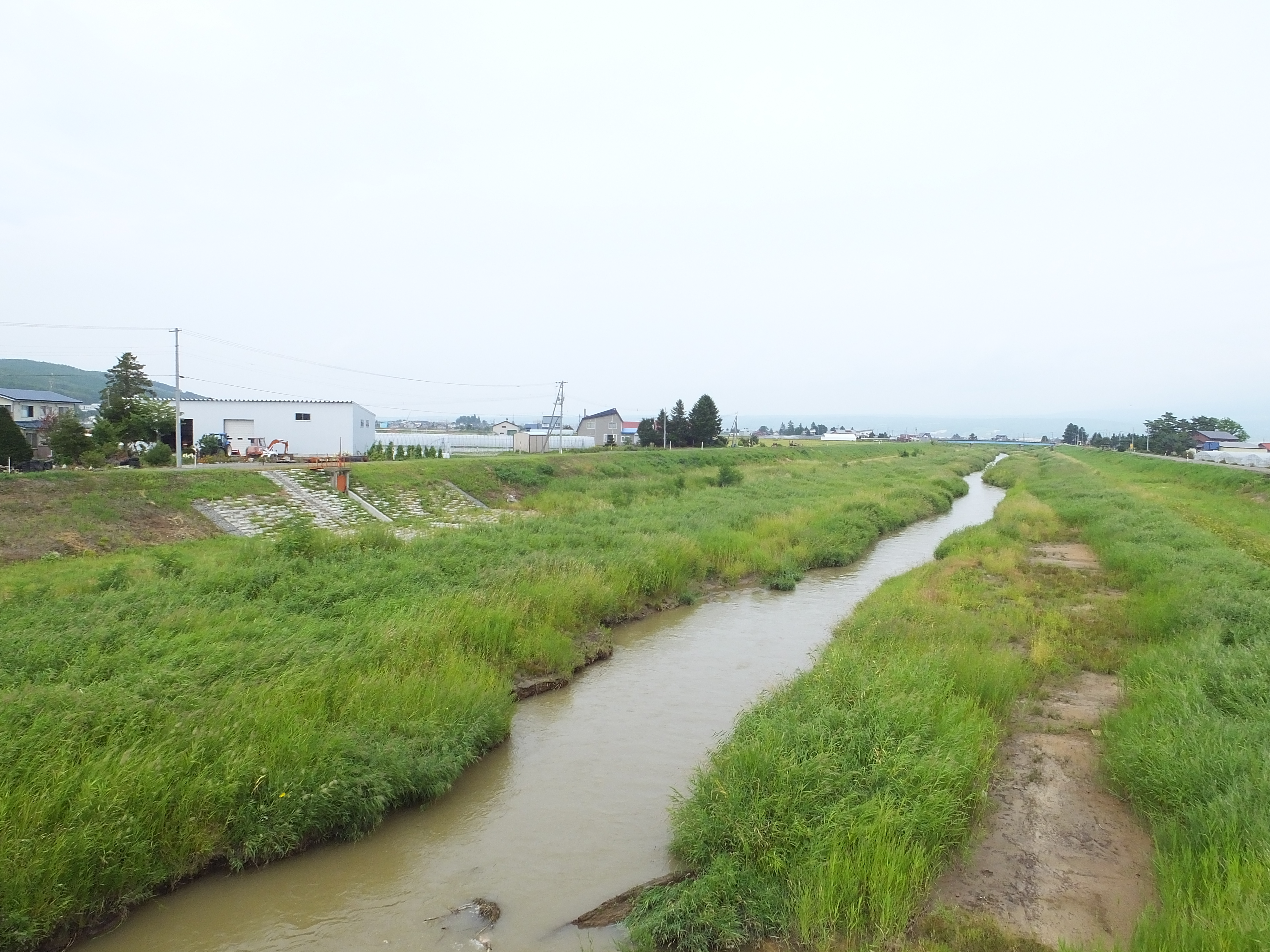
富良野川9号橋より上流方

富良野川（ふらのがわ）は、北海道上川総合振興局中央部を流れる石狩川水系の一級河川。空知川とともに富良野盆地を形成する中心河川であり、富良野の地名の由来にもなっている。また空知川の支流では芦別川に次いで二番目の規模を誇る。

## 地理
空知郡上富良野町の十勝岳の西側斜面、前十勝岳と三段山の狭間（フリコ沢）に源を発し北西流する。源流部でいくつかの河川を合わせ山地を下り、新井牧場付近でピリカ富良野川と合流する。間もなく富良野盆地へ入り、盆地北部から南へ下ってゆく。上富良野町中心部で江幌完別川を合わせ空知郡中富良野町へ入る。東側にあるヌッカクシ富良野川と並流して盆地北部を進み、富良野市に入るとヌッカクシ富良野川がベベルイ川に合流し、それをすぐに富良野川が合わせる。河川幅が大きくなった富良野川は富良野市街地の北側を囲うように西へ流れ、シブケウシ川を合わせ学田三区付近で空知川へ流入する。流域の大半が山地である芦別川に対し、富良野川は盆地を流れる特性上平地が流域の6割以上を占めている。流路延長40.2kmのうち、湧水の沢川合流地点より下流35.7kmが一級河川に指定されており、指定区間は全て上川総合振興局旭川建設管理部の管轄である。
1995年（平成7年）度に桜づつみモデル事業の認定を受け、堤防に桜の高木が植えられている。
中間でラベンダー畑で知られるファーム富田や田畑を通る。

### 名称の由来
アイヌ語の「フラヌイ」（臭気を持つ）に由来する。水源にあたる十勝岳の硫黄を指したもの。かつてはそのまま「フラヌイ川」とも呼ばれていた。

## 治水
活火山を水源としている特性上、かつては火山の噴火によって上流の泥水が盆地へと押し流され危険な状態にしばしば晒されていた。1926年（大正15年）5月24日の十勝岳大噴火の際には高温の噴出物が残雪を溶かして大規模なラハールが発生し、130名近くの死者を出した。河川水は酸性となり、二次支流のヌッカクシ富良野川とともに魚の姿が全く見られなくなった。そのため当時富良野川は「硫黄川」と呼ばれていたという。

### 富良野盆地の開拓
上富良野周辺では明治40年頃に開拓による造田が始まった。だが夏期は流量に乏しく、富良野川・ヌッカクシ富良野川においては水が必要な時期に乾天が10日間続けば水不足に陥り、下流部からの請求を受けて灌漑を交代で行う状況にあった。そのため農業用水をめぐる農民間の争いが起こり、水利権の出願が相次いだ。利害調整機関として1908年（明治41年）に富良野川用水組合が設立され、早くから農民を組織していた。
造田の動きは大正時代に入ると本格化した。当初は富良野川と支流のペペルイ川・ヌッカクシ富良野川の3河川流域に発達していたが、次第に中富良野から下富良野にかけての泥炭地を大排水事業により耕作地化しようという動きに転じ、下富良野周辺の住民が中心となり1917年（大正6年）に富良野土功組合が設立された。排水事業が進むと、1921年（大正10年）7月に中富良野周辺住民を加えた富良野用水土功組合へと発展。富良野川等3河川のみでは不十分であるため、空知川へと水源を求めるようになった。一方こうした動きに対抗し、上富良野では富良野土功組合設立と同じ年に富良野水田用水組合会が組織されたとの記録もある。前述の通り、早い段階から水利権を設定していた上富良野側にとってはこうした動きは既得権侵害と受け止められた。中富良野・下富良野側も開拓進展による水量減少に悩まされており、上流部における無願造田や気象条件次第で水門が閉められてしまうことに対し不満が募っていた。
1923年（大正12年）7月、水利権を巡って両者が衝突する「三十一号の石合戦」が起きた。乾天続きで富良野川・ヌッカクシ富良野川が減水し、初旬に下富良野の組合員が上富良野にあった水門を破壊した。上富良野側は修繕を繰り返し水門番を置いたが両者の交渉は止まず、下旬には負傷者が出る事態となった。7月26日に水の分配を時間交代で行う旨の協定が行われ沈静化したが、水利権を巡る対立の深さを示す事例となった。紆余曲折を経て1925年（大正14年）4月には、上富良野・中富良野の水量配分の円滑を目的に草分土功組合が設立され、組合対立は和解に至った。

### 80年間に及ぶ河川改修

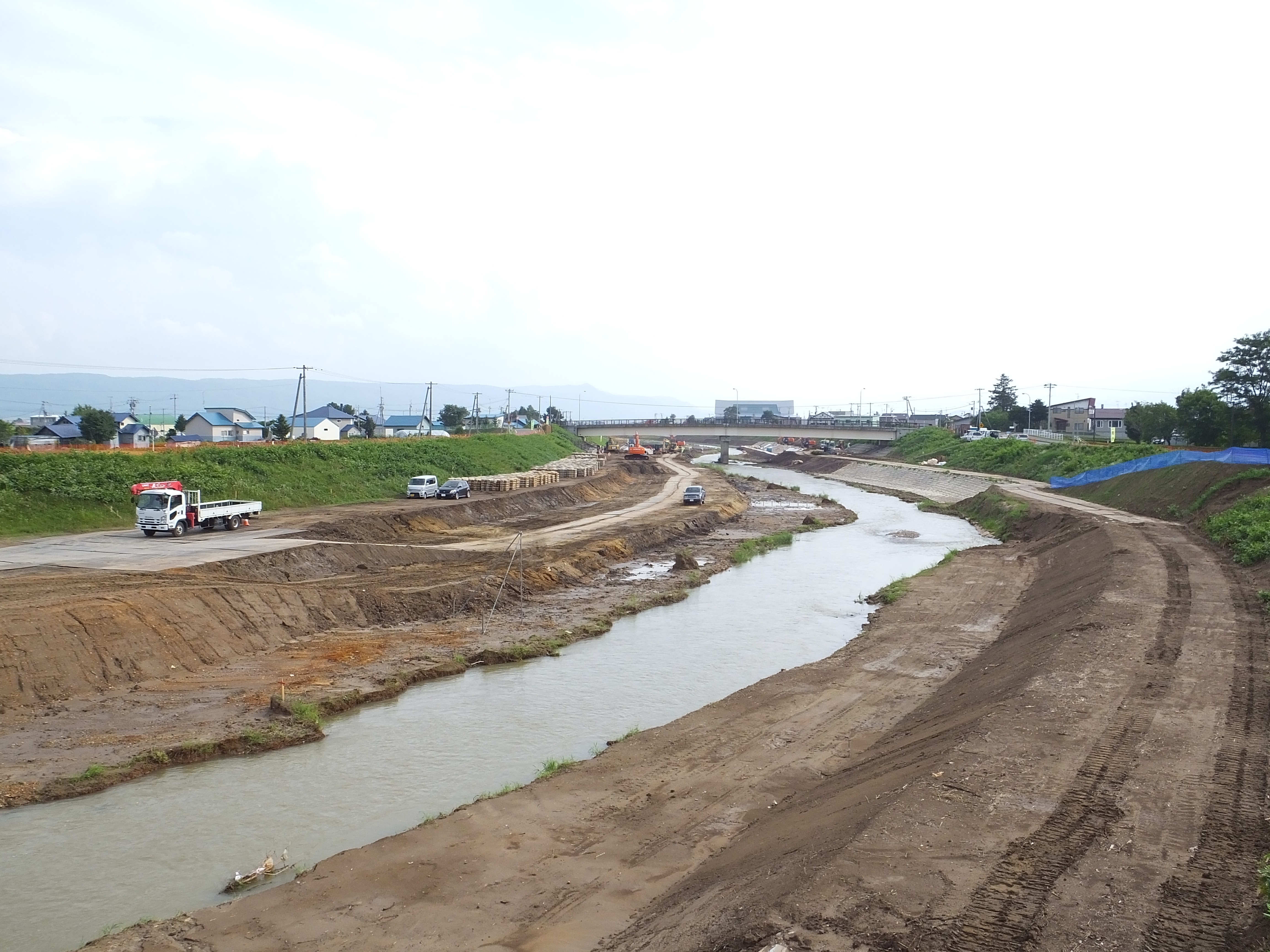
河川改修の進む富良野川（日の出橋付近より下流方）

富良野川は盆地内で激しく蛇行しており、中流部では危険水域になると常時避難準備に追われる状態であった。上富良野町島津に住んでいた水谷甚四郎は、特に蛇行の激しい地点に家を構えていたことと、所有地内に設置されていた取水堰堤が川の水をせき止め事態を悪化させていたことから、水位が危険な状態になり町長や消防団が集まってきた際に放水路の開削を頼み、築堤を破って流路を直線化させた。水谷が全責任を負っての決断だったが、幸い殆どの水が支障なく流れ出し水位も下がった。これを契機として周囲で放水施設を求める署名運動を行ったところ、役場側は突如富良野川流域3自治体に及ぶ大規模な改修工事の計画を提示した。これは陳情者側の予想を遥かに上回るものだったが、当時の革新的な政治情勢からこの計画は瞬く間に知れ渡り、反対派が各地から旭川土木現業所へ集合する事態にまで発展すると、解決を望む陳情者側は賛成派に回り道や土木現業所とともに対峙した。結果として賛成派の中上流地区から着工を行うこととなり、水谷の住む島津地域にて1953年（昭和28年）より河川改修が始まった。この事業は2035年度の事業終了予定で現在も継続中であり、80年以上に渡るスケールとなっている。
内容は掘削・築堤・護岸整備など多岐に渡る。蛇行した流路を丸ごとほぼ直線化した上で築堤し、蛇行した流路や河川敷は埋め立てて耕作地とした。その結果土地利用もかなり整理がなされ、反対派だった地区も次第に改修が進んでゆき、下流の末端部に至るまで整備されている。

### 砂防・利水施設の整備
富良野盆地開拓以来の主要河川である富良野川とヌッカクシ富良野川は、前述の通り水量不足と河川水の酸性化という2つの問題を抱えてきた。戦後間もなくして食糧増産が唱えられるようになると、これらの問題を解決することは必要不可欠であった。中富良野地区では上流部にダムを求めるための期成会が1954年（昭和29年）1月に設立され、上富良野でも草分土地改良区の呼びかけにより同年7月12日に鉱毒防止促進期成会が設立された。1955年（昭和30年）になると2団体は連合期成会を発足させ、治水対策を求める陳情を行っていった。その結果5年後頃には上流部のピリカ富良野川にダムを建設する案が浮上するが、経済効率が低いと見なされ一旦は棚上げとなった。その後も運動は続き、更にそのさなかで起きた1962年（昭和37年）の十勝岳噴火が契機になり計画が具体化する運びとなった。当初は「清富ダム」という名称であったが実施設計過程で「日新ダム」へと変更され、1966年（昭和41年）に着工。1974年（昭和49年）8月8日に竣工した。
一方日新ダムの南西、コルコニウシベツ川支流の九号沢川には日の出ダムがある。こちらは河川上流部が陸上自衛隊上富良野演習場となって以来敷地内が荒廃し、降雨時の洪水・乾天時の流量減少が問題となったことから、防衛施設周辺対策事業に依る補償施設として建設されたものである。1968年（昭和43年）度より水量調査に着手、1973年（昭和48年）に建設が決定し、1982年（昭和57年）度に完成（翌年度より供用開始）した。
1962年の噴火以降は、1963年（昭和38年）から1984年（昭和59年）にかけて砂防ダムの建設も相次いでいる。泥流の拡大を抑えるための底固工も1981年（昭和56年）から1988年（昭和63年）にかけて整備され、防災無線などの情報伝達手段もこの頃に形成された。
1988年（昭和63年）12月16日には再び十勝岳が噴火し、これを受け北海道開発局と北海道は火山泥流対策基本計画を策定した。国が翌年度創設した火山砂防事業の推進もあり、年度内に土砂を貯留する1号ブロックダム・2号ブロックダムが相次いで完成した。1991年（平成2年）9月12日には当時日本最長の堤長544mを誇る富良野川透過型1号ダムが完成し、噴火時に上流部で土砂をふるい分ける役割を果たすこととなった。翌1992年（平成3年）に4号透過型ダム（760m・当時日本最長）、1993年（平成5年）に3号透過型ダム（263m）、2001年（平成11年）に2号透過型ダム（917m・当時日本最長）が完成し、現在は4基体制で泥流・土砂災害に備えている。

## 支流

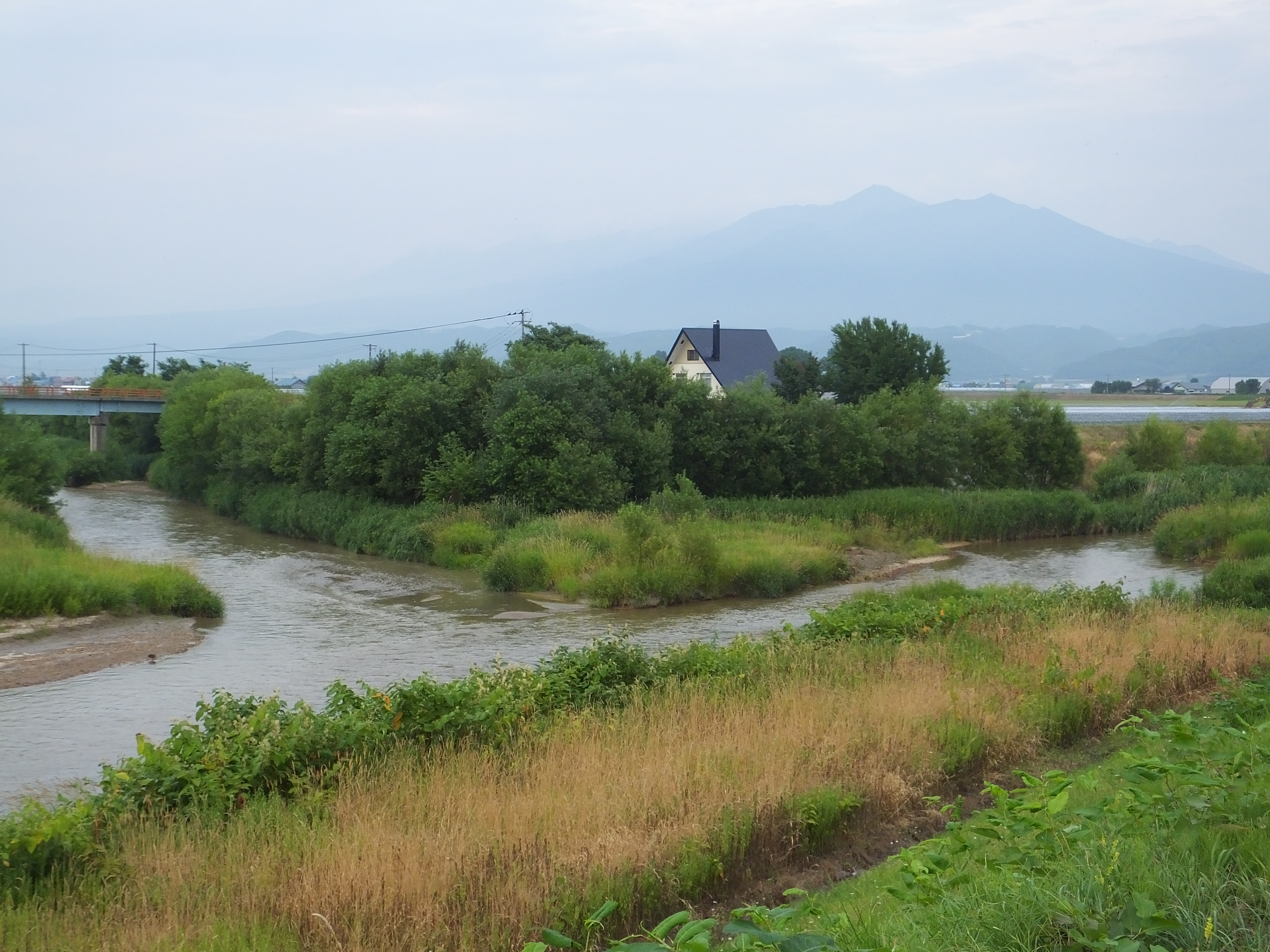
花園橋より上流方、富良野川（左）とベベルイ川（右）の合流地点

一次支流のみ上流部より記載。太字は一級河川
- イヌイザワ川
- ナカジマノサワ川
- 湧水の沢川
- ピリカ富良野川
- カジカ沢川
- 江幌完別川
- コルコニウシベツ川
- 基線川
- ベベルイ川
- 無頭川
- シブケウシ川

## 主な橋

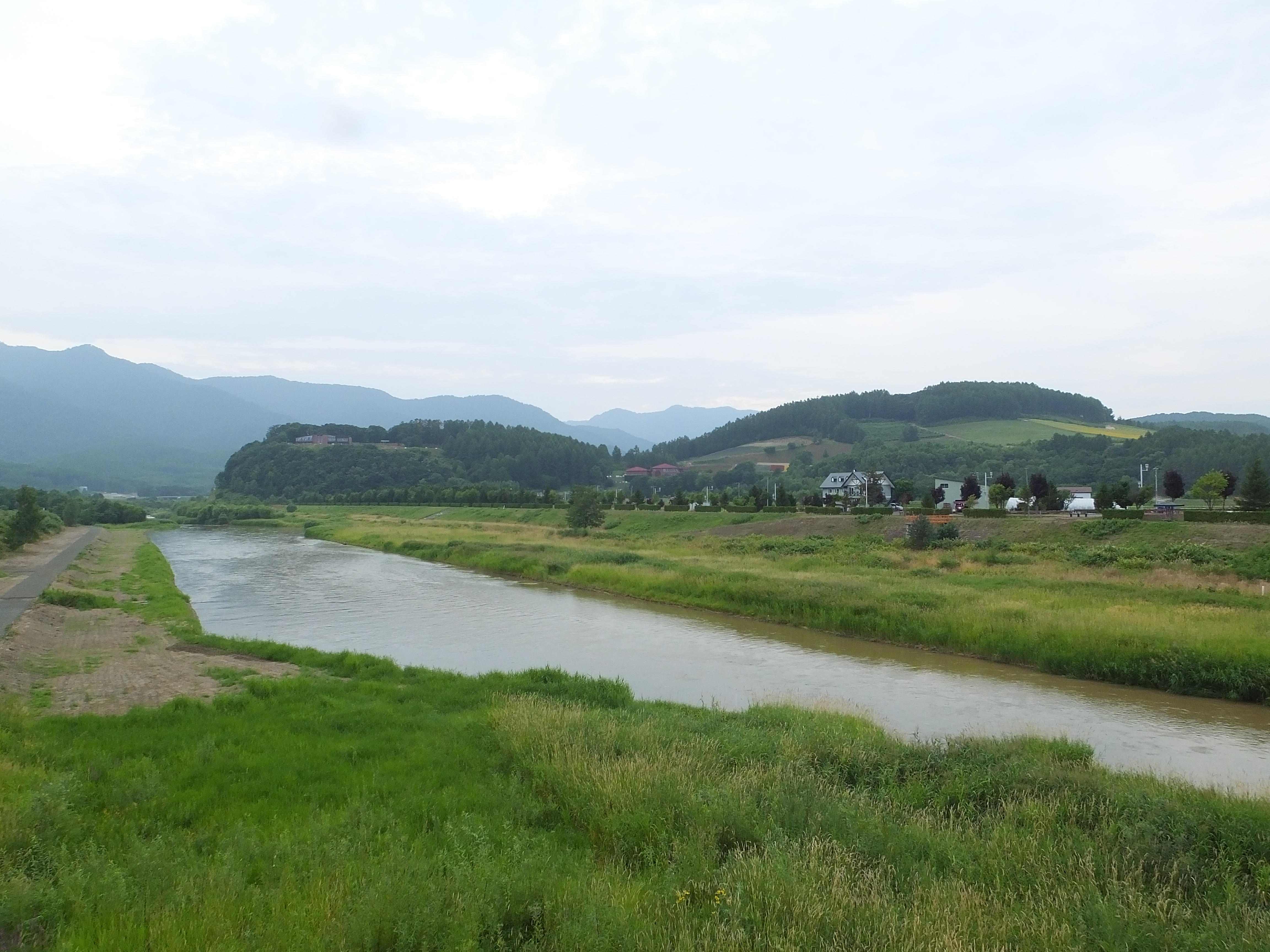
河口付近（シャトーふらの橋より下流方）

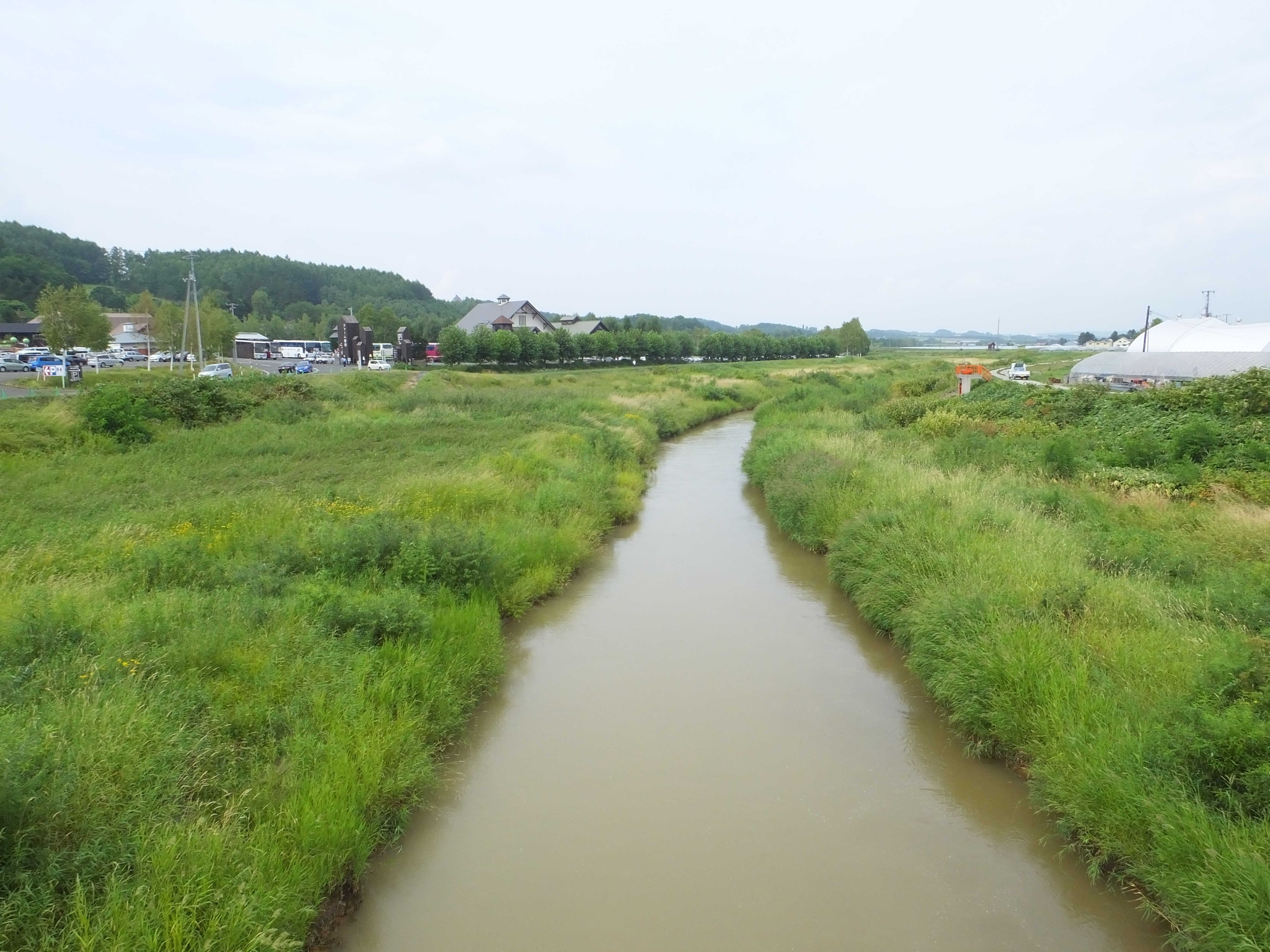
富良野川15号橋より上流方

- 日新橋 - 北海道道353号美沢上富良野線
- ○○橋
- サイクル橋 - 北海道道353号美沢上富良野線
- 平成橋
- 草分橋 - 北海道道353号美沢上富良野線
- JR富良野線橋梁
- 富来橋 - 北海道道291号吹上上富良野線
- ○○橋
- あかしや橋
- ○○橋
- 五丁目橋
- 上富良野橋 - 北海道道581号留辺蘂上富良野線
- 新栄橋 - 国道237号（富良野国道）
- 島津橋
- 勝見橋
- 境橋
- 富良野川18号橋
- 富良野川16号橋
- 富良野川15号橋
- JR富良野線橋梁
- 振縫橋 - 国道237号（富良野国道）
- 富良野川14号橋
- 富良野川13号橋
- 日の出橋
- 真寿橋 - 北海道道705号ベベルイ中富良野停車場線
- 富良野川10号橋
- 富良野川9号橋
- 富良野川7号橋
- 富良野川5号橋
- 東学田北3号橋
- 東学田二号橋
- 花園橋 - 国道237号（富良野国道）
- JR富良野線橋梁
- シャトーふらの橋 - 北海道道759号奈江富良野線

## その他
- 1926年の十勝岳噴火以前は、上流部は地熱により「湯の川」となっており、硫黄鉱山の作業員らが麓に降りる最中に入浴していたとする記録も残る[11]。

## 参考資料
- 富良野川改修工事の経緯（上富良野町）
- 島津農場開拓の祖　海江田信哉の功績（上富良野町）
- 上富良野町百年史4.02.02　稲作の本格化と土功組合（上富良野町）
- 上富良野町百年史6.02.04　土地改良区と改良事業（上富良野町）
- 上富良野町百年史7.06.01　昭和37年の噴火（上富良野町）